# مكابري (إسماعيل خاني)
مكابري (بالفارسية: مکابری) هي قرية تقع في إيران في قسم دشتي إسماعيل خاني الريفي. يقدر عدد سكانها بـ 91 نسمة بحسب إحصاء 2016.